# Сражение у горы Кеннесо
Сражение у горы Кеннесо (англ. The Battle of Kennesaw Mountain) произошло 27 июня 1864 года во время Атлантской кампании американской гражданской войны. Во время сражения имела место одна из самых впечатляющих фронтальных атак, предпринятых генералом Уильямом Шерманом на позиции южной Теннесийской армии генерала Джозефа Джонстона. Сражение завершилось тактическим поражением армии Шермана.
В кампании против Атланты 1864 года Шерман, как правило, использовал фланговые обходы армии Джонстона, каждый раз заставляя противника отступить с укреплённой позиции. Эти сражения приводили к незначительным потерям с обеих сторон. За два месяца Шерман продвинулся на 70 миль и под конец был остановлен около Мариетты, штат Джорджия, где южане возвели укрепления на горе Кеннесо. Здесь Шерман решил сменить тактику и приказал провести массированную фронтальную атаку 27 июня 1864 года. Генерал Джеймс Макферсон провёл отвлекающую атаку у северной оконечности горы Кеннесо, а генерал Джон Логан атаковал Голубиный Холм на юго-западе от горы. В это время Джордж Томас предпринял мощную атаку на холм Читэм в центре позиций южан. Обе атаки были отбиты с большими потерями, но демонстративная атака генерала Скофилда достигла некоторого успеха, заставив южан в очередной раз сменить позиции что, в свою очередь повлекло отстранение от должности генерала Джонстона.

## Предыстория
После боёв на реке Пампкинвайн цели Шермана остались прежними: наступление на Мариетту и к реке Чаттахучи. Он подозревал, что Джонстон окажет сопротивление на высотах под Мариеттой, хотя надеялся, что тот отойдёт за реку Чаттахучи. Добравшись до Экворта, Шерман был вынужден ждать, пока построят железнодорожный мост через Этову и пока подойдёт XVII корпус Фрэнсиса Блэра. 8 июня две дивизии этого корпуса (9 000 человек) присоединились к Теннесийской армии. В те же дни подал в отставку генерал Эльвин Хави, и бригады его дивизии распределили по другим дивизиям, поэтому теперь XVIII корпус насчитывал только две дивизии. Мост через Этову начали строить 6 июня и планировалось завершить строительство 12 июня. Поэтому 9 июня Шерман приказал корпусам Томаса и Макферсона выдвинуться вперёд и выявить позиции противника, а жене написал, что Джонстон может закрепитmcя под Мариеттой, но он, Шерман, не намерен сгоряча бросаться на укрепления.
Утром 10 июня началось наступление армии Шермана: он надеялся выйти к горе Кеннесо, и не обратил внимания на донесения об укреплениях противника на высотах Браш-Маунтин и Пайн-Маунтин. Днём IV и XIV корпуса вышли к Пайн-Маунтин, где заняла позицию дивизия Бейта. Генералу Томасу было приказано воздержаться от штурма укреплений, поэтому он приказал корпусным командирам Палмеру и Ховарду остановиться и окопаться. Корпус Джона Скофилда тоже встретил укрепления противника у Гилгал-Чёрч и остановился. Только Макферсон достиг Биг-Шанти, железнодорожной станции в 28-ми милях от центра Атланты. В 11:00 Шерман прибыл в Биг-Шанти, откуда он мог видеть высоты Браш-Маунтин, Лост-Маунтин и Пайн-Маунтин к юго-западу, и гору Кеннесо у югу. Шерман продолжал надеяться, что Джонстон оставит эти позиции, и на этот случай велел Томасу и Скофилду быть готовыми к преследования. 11 июня весь день шёл сильный ливень, из-за которого армия Шермана почти не двигалась с места. Только 14 июня дожди прекратились, выглянуло солнце и земля начала подсыхать. Шерман выехал провести рекогносцировку и в 11:00 заметил группу военных на высоте Пайн-Маунтин. Он велел Ховарду открыть по ним огонь и ближайшая батарея сделала три залпа по высоте. Группой военных оказались генералы Джонстон, Харди и Полк; Полк получил прямое попадание 3-дюймового снаряда в грудь и был убит наповал.

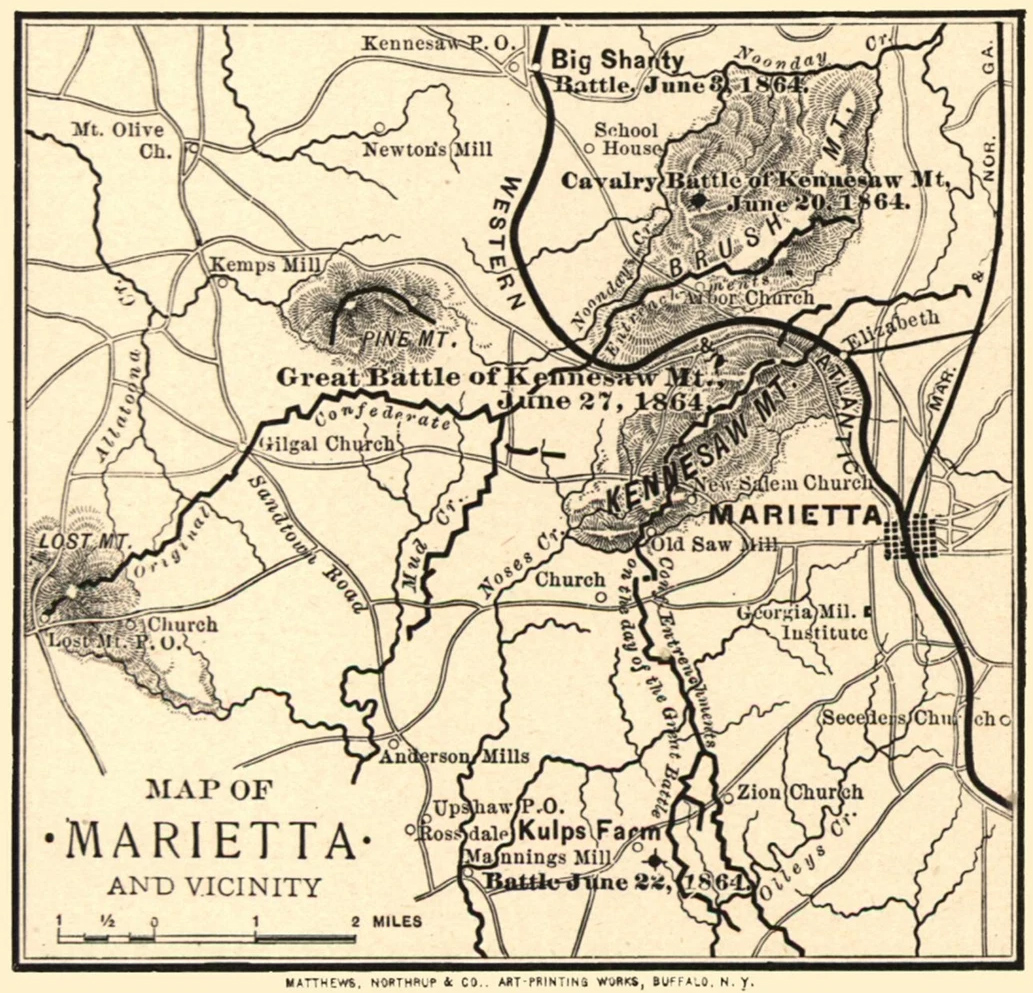
Линии обороны у горы Кеннесо

К утру 19 июня армия Конфедерации заняла новую линию обороны. Корпус Худа стоял на правом фланге армии у железной дороги, корпус Полка/Лоринга удерживал гору Кеннесо, а корпус Харди встал на левом фланге, на цепи холмов фронтом к реке Ноуз-Крик. Линия обороны южан растянулась на семь миль, опираясь на гору Кеннесо. Сама гора представляла собой хребет длиной около двух миль. Она состояла из трёх высот: горы Большая Кеннесо (относительной высотой 691 фут), горы Малая Кеннесо (400 футов) и высоты Пиджин-Хилл. С сигнальной станции на Большой Кеннесо генерал Джонстон мог видеть всю местность на 20 миль вокруг и все перемещения противника.
20 июня продолжались дожди, а обе армии вели перестрелку по всей линии. В этот день корпус Скофилда перешёл Ноуз-Крик и сообщил, что до самой Мариетты препятствий не предвидится. Джонстон заметил его приближение и решил, что надо или покидать позицию на Кеннесо, или удлинять фронт влево. Поэтому утром 21 июня он перевёл корпус Худа с правого фланга на левый. Этим он опасно ослабил правый фланг, но решил, что северяне давно не проявляли активности на этом направлении и в целом Шерман предпочитает прорываться правым флангом. Утром 22 июня выглянуло солнце, и Шерман получил шанс продолжать наступление: он велел корпусу Хукера двигаться на Мариетту, а корпусу Скофилда наступать правее, по Паудер-Спрингс-Роуд. Поздним утром Хувер развернул свои дивизии правее IV корпуса, до фермы Колбс-Фарм на дороге Паудер-Спрингс. Баттерфилд стоял слева, Гири в центре, а Уильямс справа. Дивизия Хэскэлла (из корпуса Скофилда) находилась правее, за дорогой. В это самое время корпус Хукера прибыл на левый фланг и развернулся в боевую позицию, с дивизией Стивенсона по центру (попрек Паудер-Спрингс) и дивизией Хайндмана правее.

### Сражение при Колбс-Фарм
В такой обстановке началось Сражение при Колбс-Фарм. Северяне попали под артиллерийский обстрел, а затем узнали от пленных о приближении Худа. Хукер и Скофилд приказали скоим людям срочно окапаться, и выслали два полка, 123-Нью-Йоркский (дивизии Уильямса) и 14-й кентуккийский (дивизии Хэскэлла) на рекогносцировку. В этот момент Худ приказал начать атаку. По какой-то причине он не расчитывал на серьёзное сопротивление, вероятно, он полагал, что противник наступает в маршевых колоннах. Около 17:00 дивизия Стивенсона пошла вперёд, и бригада Каммингса, которая состояла из плохо обученных джорджианских ополченцев, сразу пришла в расстройство, попала под огонь Кентуккийского полка и обратилась в бегство, увлекая за собой бригаду Петтуса. Так Кентуккийский полк фактически в одиночку остановил две бригады противника. Бригалы Брауна и Рейнольдса смогли отбросить 123-й Нью-Йоркский, вышли к позициям Кнайпа и Ругера, попали под ружейный и артиллерийский огонь и отошли. Худ потерял 1500 человек, федералы всего 250.
Шерман предупредил Скофилда, что может оказаться у фермы Колба, но вместо этого он провёл весь день на позиции корпусов Палмера и Ховарда. Только поздно вечером он получил донесение Хукера, который сообщил, что перед ним стоят все три корпуса противника и что он беспокоится за правый фланг. И только к полуночи Шерман получил более точный отчёт Скофилда. 23 июня Шерман лично направился к ферме Колба, где встретился с Хукером и Скофилдом, разобрался в ситуации и сделал строгий выговор Хукеру за неточную информацию. Он так же велел Скофилду проверить, возможно ли обойти Худа с фланга. В 20:00 Скофилд доложил, что фланг противника длиннее его собственного, и его самого могут обойти. Удлиннить фронт Шерман не мог. У него оставались три возможности: ударить по правому флангу противника, навязать ему бой на истощение, или же рискнуть лобовой атакой. Шерман отказался от первого варианта, потому что не хотел рисковать своим левым флангом у железной дороги, и отказался от второго, чтобы на затягивать кампанию. Оставалось прорывать центр. Вечером 24 июня он составил приказ об атаке. Макферсону было велено 27 июня провести демонстрацию на фланге, и настоящую атаку к западу от горы Кеннесо, а Томасу он приказал атаковать любой участок по своему выбору. Макферсону не понравился этот план, но он перевёл XV корпус южнее и велел ему атаковать высоту Пиджин-Хилл. Томас выбрал участок к югу от Далласской дороги и велел атаковать его силами двух дивизияй: выбраны были дивизии Дэвиса и Ньютона.

## Силы сторон
Силы Шермана, численностью около 100 000 человек были сведены в три армии: Теннессийскую армию генерала Джеймса Макферсона, Камберлендскую армию Джорджа Томаса (IV корпус Ховарда, XIV корпус Палмера, XX корпус Хукера и кавалерийский корпус Эллиота) и небольшую армию Огайо (состоящую из 23-го корпуса) генерала Джона Скофилда.
Главным противником была Конфедеративная Теннессийская армия Джозефа Джонстона, который сменил Брэкстона Брэгга после неудачи под Чаттанугой в ноябре 1863 года. Армия, численностью 50 000 человек состояла из пехотных корпусов генерала Вильяма Харди, Джона Худа, Леонидаса Полка, и кавалерийского корпуса Джозефа Уилера.

## Сражение
В 08:00 27 июня федеральная артиллерия начала мощную бомбардировку позиций противника 200 орудиями, а артиллерия Конфедерации открыла ответный огонь. Подполковник Джозеф Фуллертон писал: «Кеннесо дымилась и сверкала огнём, как вулкан вроде Этны». Когда федеральная армия двинулась вперёд, южане сразу сообразили, что атака на фронте 8 миль может быть в массе только демонстрацией. 

### Атака XV корпуса

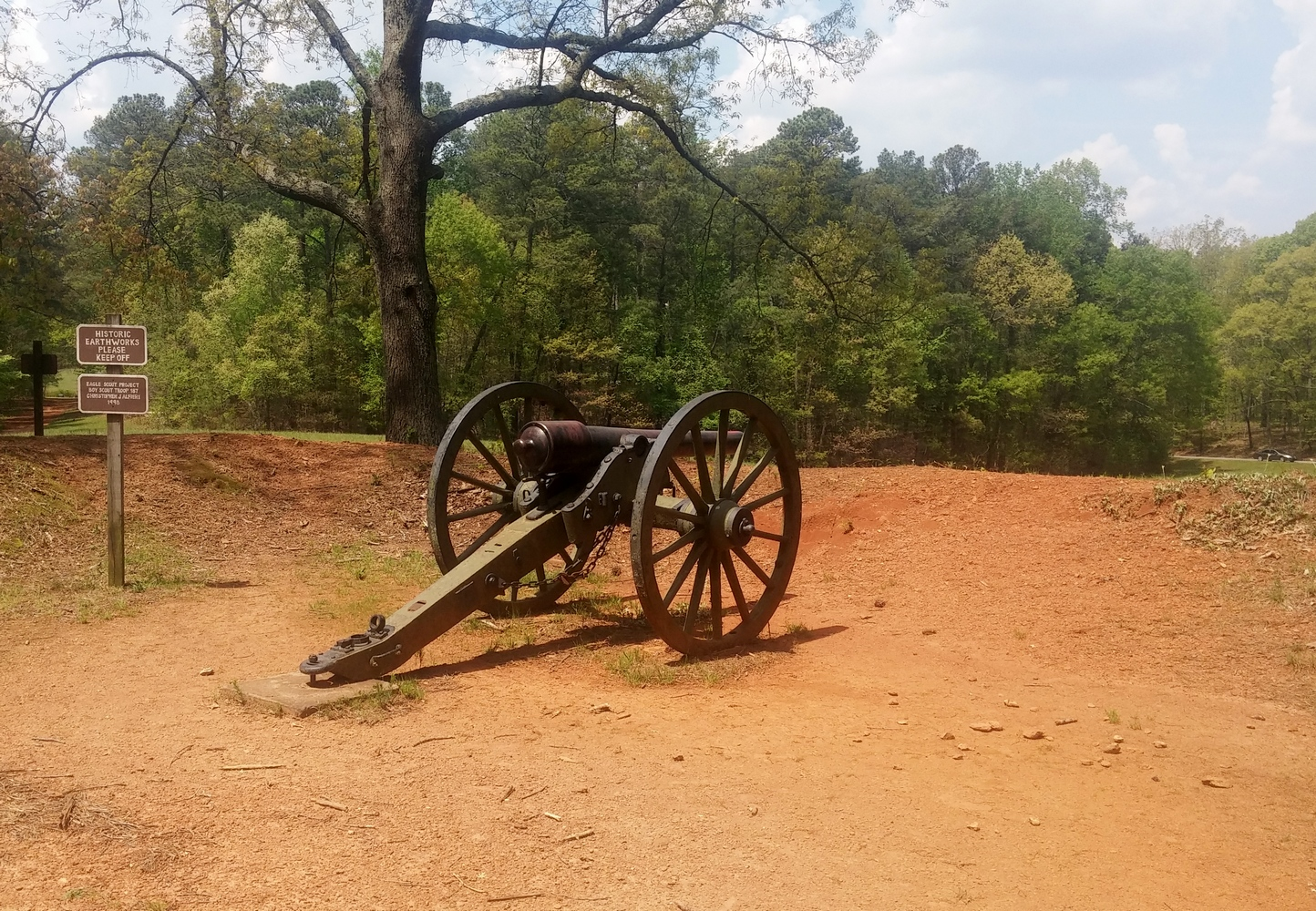
Орудие на участке атаки Лайтбёрна.

Пока шла артподготовка, генерал Логан следил за подготовкой своего корпуса к атаке. В ней должны были участвовать три бригады: бригада Чарльза Уолката (1500 человек) нацеливалась на седловину между Пиджин-Хилл и Литтл-Кеннесо, правее бригада Джилса Смита (2000 человек) наступала прямо на Пиджин-Хилл, а ещё правее, к югу от дороги Бёрнт-Хикори-Роуд, бригада Джозефа Лайтбёрна готовилась атаковать плоскую местность к югу от Пиджин-Хилл. Таким образом, Теннессийская армия выделила всего 5 500 человек для атаки. Уолкатт должен был наступать первым, а остальные бригады начинать тогда, когда услышат стрельбу. В 08:00 артиллерийский обстрел прекратился и все три бригады пошли вперёд.
Генерал Лайтбёрн построил свои четыре полка в две линии: 83-й Индианский и 53-й Огайский в первой линии, и 47-й Огайский, 37-й Огайский и 54-й Огайский во второй.  Они прошли по открытой местности, пересекли низину реки Ноуз-Крик, потом прошли 150 метров через густые заросли   и неожиданно наткнулись на стрелковую цепь бригады Мерсера. 53-й Огайский бросился вперёд и практически в одиночку отбросил стрелков противника. После этого бригада вышла на открытое поле и пошла по нему метров 200, пока поняла, что оказалась под огнём с фронта и фланга. Командование федеральной армии считало участок обороны к югу от Пиджин-Хилл слабым местом, но оно ошиблось. Бригада Лайтбёрна залегла посередине поля и не смогла продвинуться дальше.
Однако, положение бригады Лайтбёрна позволяла ей угрожать позиции южан на Пиджин-Хилл, которую удерживала миссурийская бригада Фрэнсиса Кокрелла. 54-й Огайский смог оттеснить стрелковую цепь Кокрелла и выйти к открытому левому флангу его бригады. Дивизионный генерал Френч увидел угрозу своему флангу и приказал нескольким орудиям переместиться на западную оконечность горы Литл-Кеннесо и открыть огонь по наступающим. Три орудия стали стрелять по линии Лайтбёрна через головы миссурийцев на Пиджин-Хилл и в основном именно им удалось остаовить продвижение противника на этом участке.

### Атака IV корпуса
2 милями южнее отряды генерала Томаса несколько выбились из графика, но всё же начали основную атаку против корпуса Харди около 09:00. 2 дивизии Камберлендской армии, около 9000 человек, под командованием генерала Джона Ньютона и Джефферсона Дэвиса наступали в походных колонах на позиции Бенжамена Читема и Патрика Клейберна, которые укрепились на месте, известном сейчас как «Холм Читема». Слева федеральная бригада Джорджа Вагнера пошла в атаку, но не смогла одолеть засеки и вступила в перестрелку. Справа наступала бригада Чарльза Харкера — он атаковал бригаду Альфреда Воуна, но был отбит. При попытке повторной атаки Харкер был смертельно ранен.
Правее дивизии Ньютона наступала дивизия Дэвиса, так же построенная в колонны. Такое построение позволяло сосредоточить крупные силы на узком участке, но оно же облегчало работу артиллерии противника. Дивизии было приказано незаметно приблизиться, ворваться на позиции противника и дать сигнал дивизиям резерва, которые должны двинуться вперёд, захватить железную дорогу и разрезать армию противника надвое. Бригада полковника Маккука спустилась к реке, перешла поле и стала подниматься вверх по Холму Читэма. Они подошли на несколько ярдов к траншеям противника, и тут остановились, залегли и вступили в перестрелку. Но ответный огонь конфедератов был слишком силён и бригада Маккука потеряла двух командиров (самого Маккука и его заместителя, полковника Оскара Хармора), почти всех офицеров и треть всего своего личного состава. Маккук был убит, когда с обнажённой саблей взобрался на бруствер противника и крикнул: «Сдавайтесь, предатели!» Бригада полковника Джона Митчелла наступала правее Маккука и понесла такое же потери. После ожесточённого рукопашного боя федералы отошли, окопались, и продолжали перестрелку до 22:45. Обе стороны назвали этот участок поля боя «Смертельный угол».
Справа от дивизии Дэвиса наступала дивизия Джона Гэри (Из 20-го корпуса Хукера), но она не присоединилась к атаке Дэвиса. Ещё дальше вправо находилась армия Скофилда, которой удалось достигнуть некоторого успеха. Скофилд проводил демонстративную атаку и ему удалось переправить через Оллейс-Крик две бригады почти без сопротивления. Этот манёвр, поддержанный манёвром кавалерии Стоунмана, создал реальную угрозу обхода левого фланга Конфедерации.

## Последствия
Атака при Кеннесо была не первой крупной фронтальной атакой Шермана, но она стала последней. Он прервал свою серию удачных фланговых манёвров отчасти для того, чтобы дезориентировать Джонстона. В рапорте он писал: «Я чувствую, что враг пришёл к мнению, будто я никогда не штурмую укреплённые позиции. Все ждут от меня манёвров. Если армия хочет успешно воевать, она не должна придерживаться шаблонов, ей надо выбирать любую тактику, которая обещает успех. Я хотел, больше для морального эффекта, провести удачную фронтальную атаку позиций противника, и успех мог принести большие выгоды в будущем».
Кеннесо обычно считается серьёзным поражением федеральной армии, но Ричард Макмурри пишет, что «тактически Джонстон одержал незначительную победу на участках обороны Лоринга и Харди. Но успех Скофилда, однако, дал Шерману большие преимущества и федеральный командующий быстро сумел ими воспользоваться». Противники провели 5 дней на позициях, но 2 июля, по хорошей погоде, Шерман послал Теннесийскую армию и кавалерию Стоунманна в обход федерального левого фланга и Джонстон был вынужден отступить от горы Кеннесо и готовить новые позиции на Смирне.

### Потери
Согласно официальным отчётам, федеральная армия при штурмах 27 июня потеряла 3 000 человек убитыми и ранеными. Две трети этих потерь пришлось на атакующие бригады. XV корпус потерял 586 человек, дивизия Ньютона (из IV корпуса) — 654 человека, дивизия Дэвиса (из XIV корпуса) — 824 человека. Южане потеряли значительно меньше - или 1000 человек, или 700 человек. Генерал Джонстон впоследствии старался приуменьшить свои потери.  В мемуарах 1874 года он утверждал, что потерял 522 человека. Один журналист  писал о 153 убитых, а Генри Стоун, офицер из штаба Шермана, утверждал, что противник потерял 220 человек, но Стоун был склонен излишне критиковать Шермана по любому поводу.
В статье для журнала Centure «Opposing Sherman's Advance to Atlanta» Джонстон предположил, что потери армии Шермана занижены. Он вспоминал, что по его впечатлением, федеральных убитых на поле боя было примерно в десять раз больше, а из опросов ветеранов сражения следует, что Шерман потерял как минимум 6000 человек. Джонстон так же писал, что на кладбище под Мариеттой было похоронено 10 126 человек, что так же характеризует потери федеральной армии. Редакция журнала связалась с администрацией кладбища и узнала, что многие похороненные скончались от болезней или погибли не при штурме Кеннесо, а в других местах, и что захоронены были и гражданские лица так же.